# Památníky v Aši

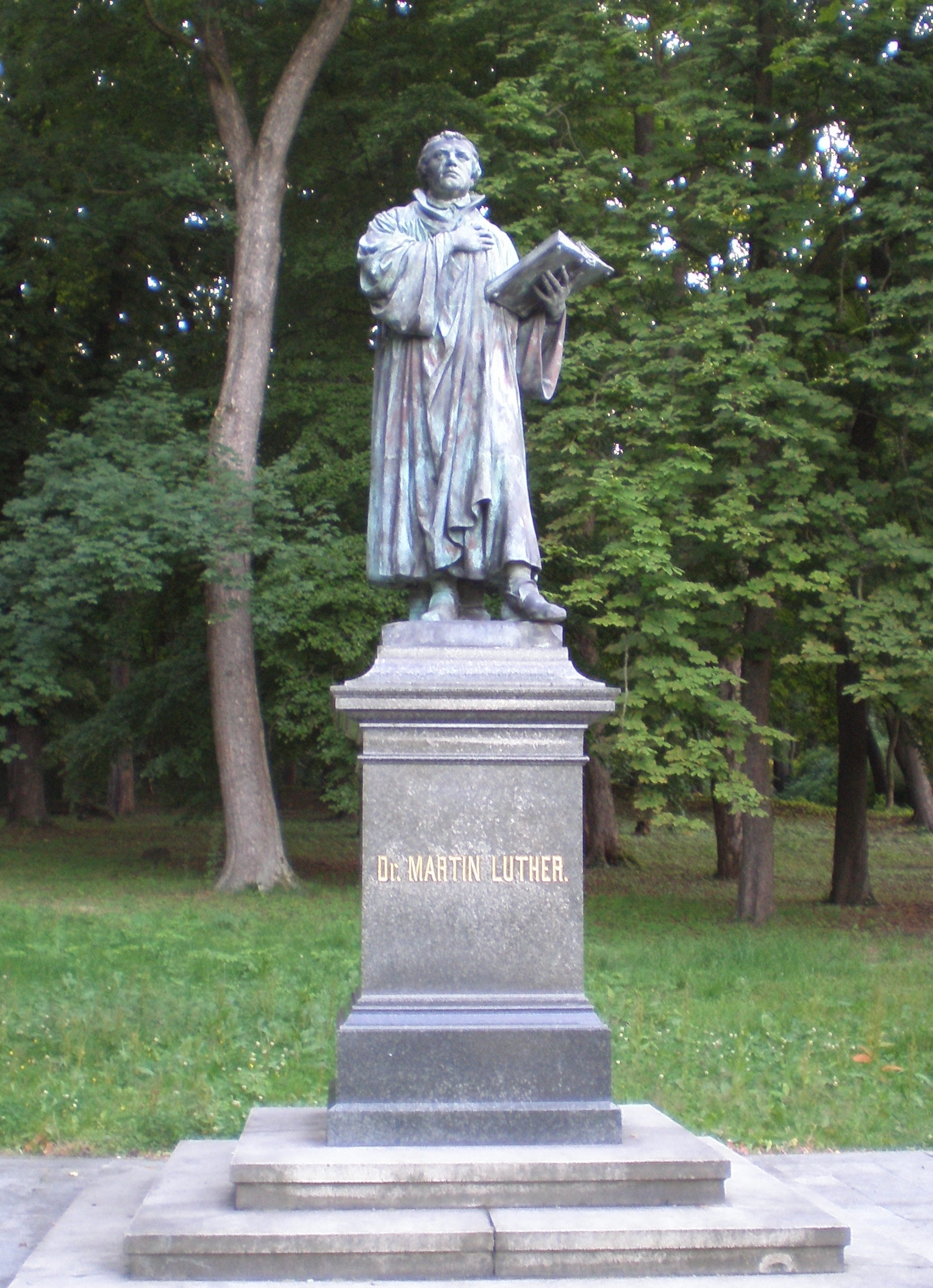
Památník Martina Luthera

Město Aš je vzhledem ke své velikosti poměrně bohaté na památníky. Většina z nich byla postavena německými obyvateli Aše. Mnoho z nich je dnes však také ve špatném stavu.

## Existující památníky

### Památník Gustava Geipela

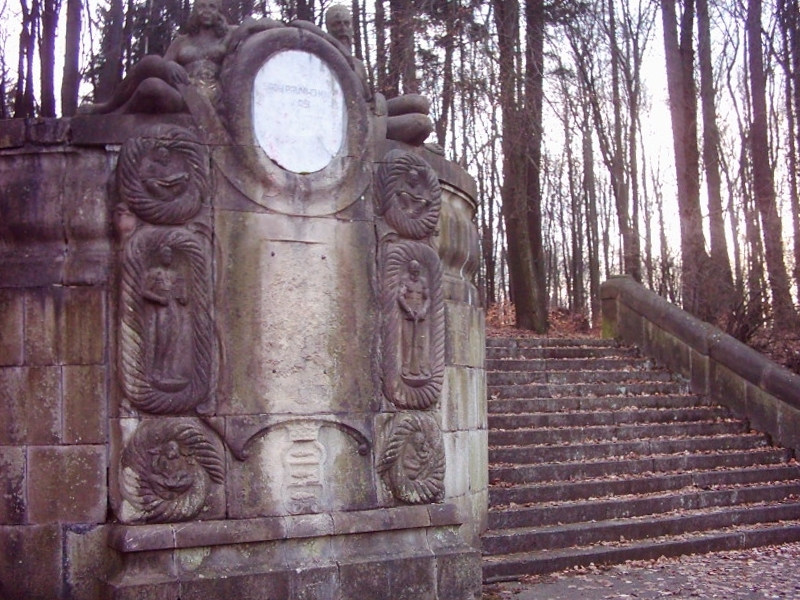
Geipelův památník před obnovením

Gustav Geipel byl ašský měšťan a dobrodinec. Jeho rodina měla značné jmění, které pocházelo z textilních továren, jichž měla rodina v Aši několik. Geipel daroval do městské pokladny velké množství peněz, nechal postavit mnoho domů, zakoupil množství pozemků a vybudoval v Aši lepší silniční infrastrukturu. Zemřel v roce 1914. 14. července 1924 mu byl postaven majestátní památník v parku, který zakoupil pro město na Okružní ulici. Autorem památníku je Johannes Watzal z Teplic, jehož rodiče pocházeli z Ašska. Watzal později v Aši vytvořil také památník Johanna Wolfganga von Goethe. Geipelův památník má tvar půlkruhové terasy, na kterou vedou po obou stranách mírně točivá schodiště. Na čele památníku byla umístěna deska s reliéfem Geipelova obličeje, která byla někdy po druhé světové válce nahrazena deskou s nápisem "Sady prvního Máje v Aši". Nad touto deskou se nachází sochy sedící ženy (vlevo) a muže (vpravo). Pod deskou byl původně německý nápis "Ich liebe meine Heimat" (Miluji svou vlast), který byl po roce 1945 odstraněn. Pod tímto nápisem bylo věnování Gustavu Geipelovi, které bylo také později nahrazeno nápisy opěvujícími krásy Ašska. Pod deskou byl pak reliéf se znakem města a po stranách výjevy pracujících lidí. Památník byl donedávna ve špatném stavu a kvůli své poloze v odlehlejší a méně obydlené části města byl neustále cílem vandalů.
Po 9. květnu 1945 byly všechny ulice v Aši přejmenovány; německé názvy byly nahrazeny zcela jinými českými. Dnes však nese jedna z nejfrekventovanějších ašských ulic jméno Gustava Geipela. Byla na jeho památku přejmenována po pádu komunistického režimu v Československu.
Památník byl v roce 2014 zrestaurován do původní podoby (včetně reliéfu Gustava Geipela s německým nápisem "Ich liebe meine Heimat" a desky s věnováním) a dne 13. července 2014 slavnostně znovu odhalen.

### Goethův památník
Památník Johannu Wolfgangu von Goethovi byl odhalen na Tržním náměstí v roce 1932. Jeho autorem je Johannes Watzal.

### Jahnův památník

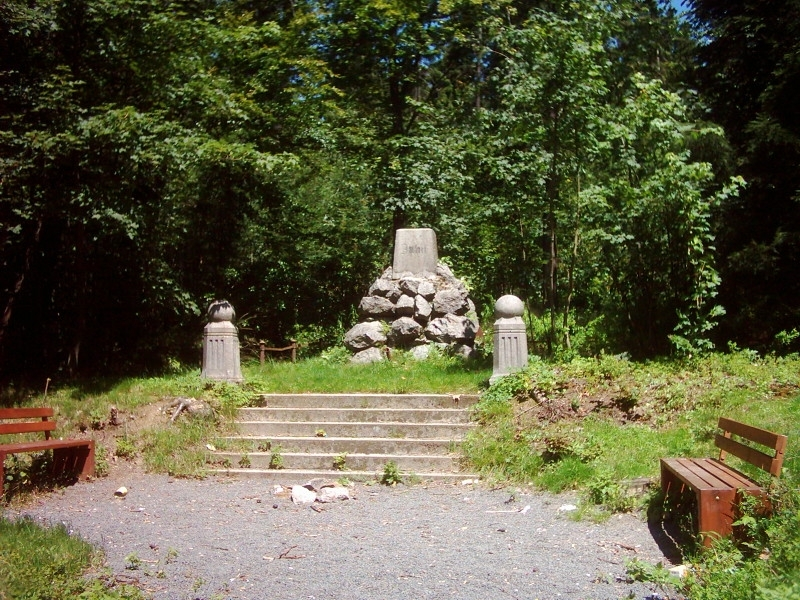
Jahnův památník

Památník Friedricha Ludwiga Jahna, v Německu nazývaného "otec gymnastiky", byl odhalen 20. června 1909 u příležitosti 60. výročí existence Ašského tělovýchovného spolku. Byl umístěn do městského parku na vrchu Háj, několik metrů pod ašskou rozhlednou. Jedná se o čtyřhranný pravidelný kamenný piedestal s nápisem Jahn, zasazený do většího podstavce složeného z nepravidelných kamenů. Na vrcholu se nacházela busta F. L. Jahna. Ta neznámo kdy po druhé světové válce zmizela a její osud není znám. V roce 2009 bylo okolí památníku upraveno v rámci revitalizace celého vrchu Háj. V září 2013 vytvořila SUPŠ v Českém Krumlově novou bystu F. L. Jahna, tentokráte však z kamene.

### Körnerův památník

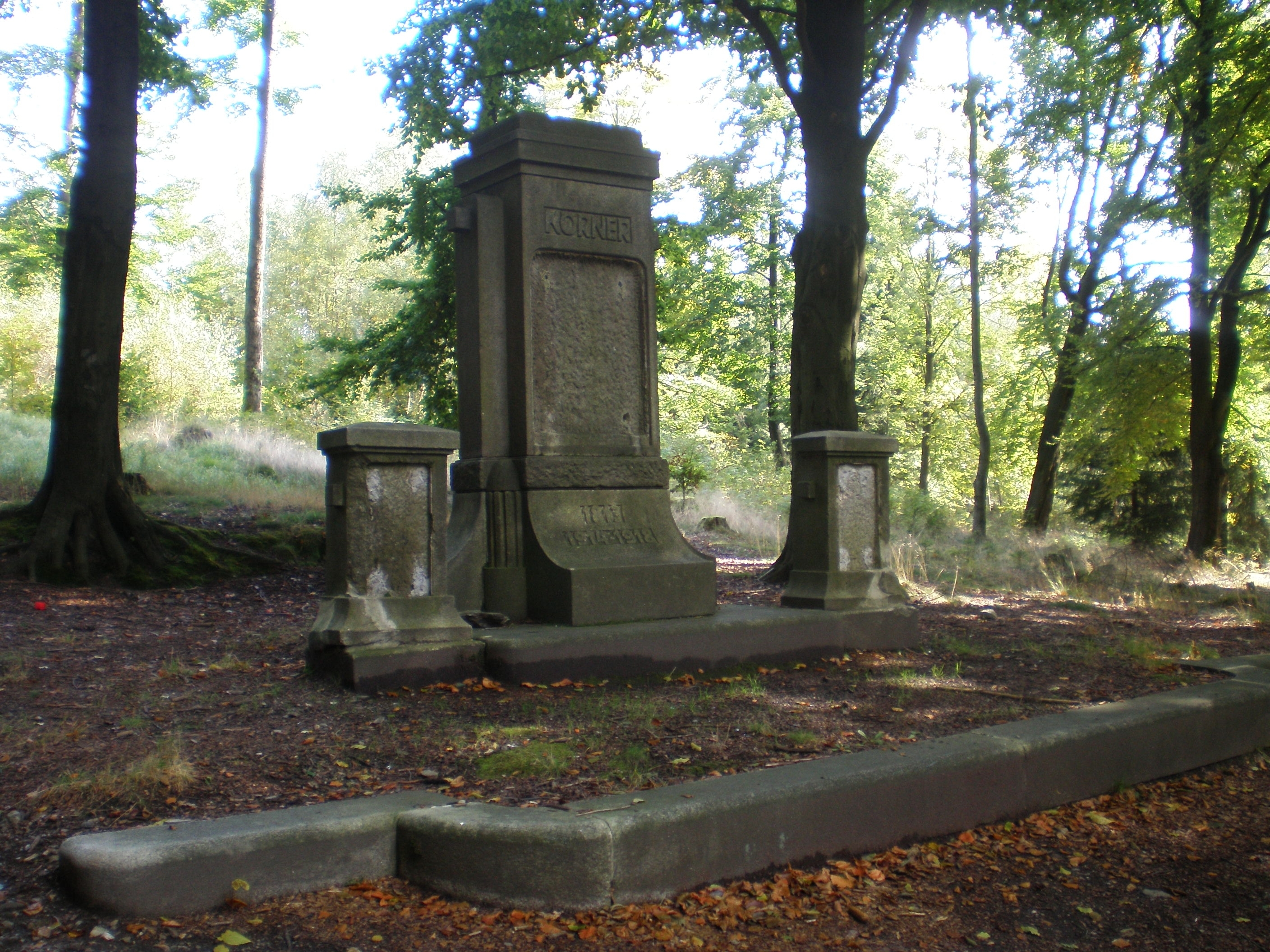
Körnerův památník

Památník německému básníku Theodoru Körnerovi byl odhalen roku 1913 ke 100. výročí jeho úmrtí. Nachází se jen několik metrů od Jahnova památníku, taktéž v parku pod ašskou rozhlednou. Při jeho odhalení se skládal památník z jednoho vysokého kvádrového podstavce, u země s vystupujícími zaobleními. Na jeho vrcholu se nacházela bysta básníka Körnera. Pod bystou poté nápis Körner, a pod ním bronzový reliéf muže na koni. Později byl s každé strany přidán jeden nižší podstavec s kříži na vrcholu a s deskou s nápisy. Na zadních stranách všech podstavců jsou v němčině psána věnování. Do dnešní doby se zachovaly pouze tři kamenné podstavce. Osud bysty, reliéfu, desek a křížů není známý. V roce 2009 bylo okolí památníku upraveno v rámci revitalizace celého vrchu Háj. V září 2013 vytvořila SUPŠ v Českém Krumlově novou bystu T. Körnera a jednu z desek, tentokráte však z kamene.

### Lutherův památník
Památník Martinu Lutherovi byl odhalen 11. listopadu 1883 k 400. výročí jeho narození. Jedná se o jediný Lutherův památník v České republice. Jeho odhalení se údajně účastnily velké davy lidí. Autorem projektu je I. Rössner z Norimberka. Památník se skládá z podstavce s nápisem Dr. Martin Luther, a stojící bronzové sochy v životní velikosti, která je umístěna na jeho vrcholu. Socha byla ulita v umělecké slévárně v Norimberku a podstavec byl vyroben v sousedním městě Selb. Socha byla v roce 2008 ašským muzeem restaurována. Jedná se o jednu z mála památek na Ašsku, která přečkala svou existenci bez újmy, a to včetně katastrofy, která památník postihla před několika lety. Během silné bouře byl vyvrácen strom v okolí, který při svém pádu srazil sochu z podstavce. Ta ale jako zázrakem přežila jak náraz dřevěného masivu, tak pád k zemi.

### Pamětní deska Robertu Schumannovi

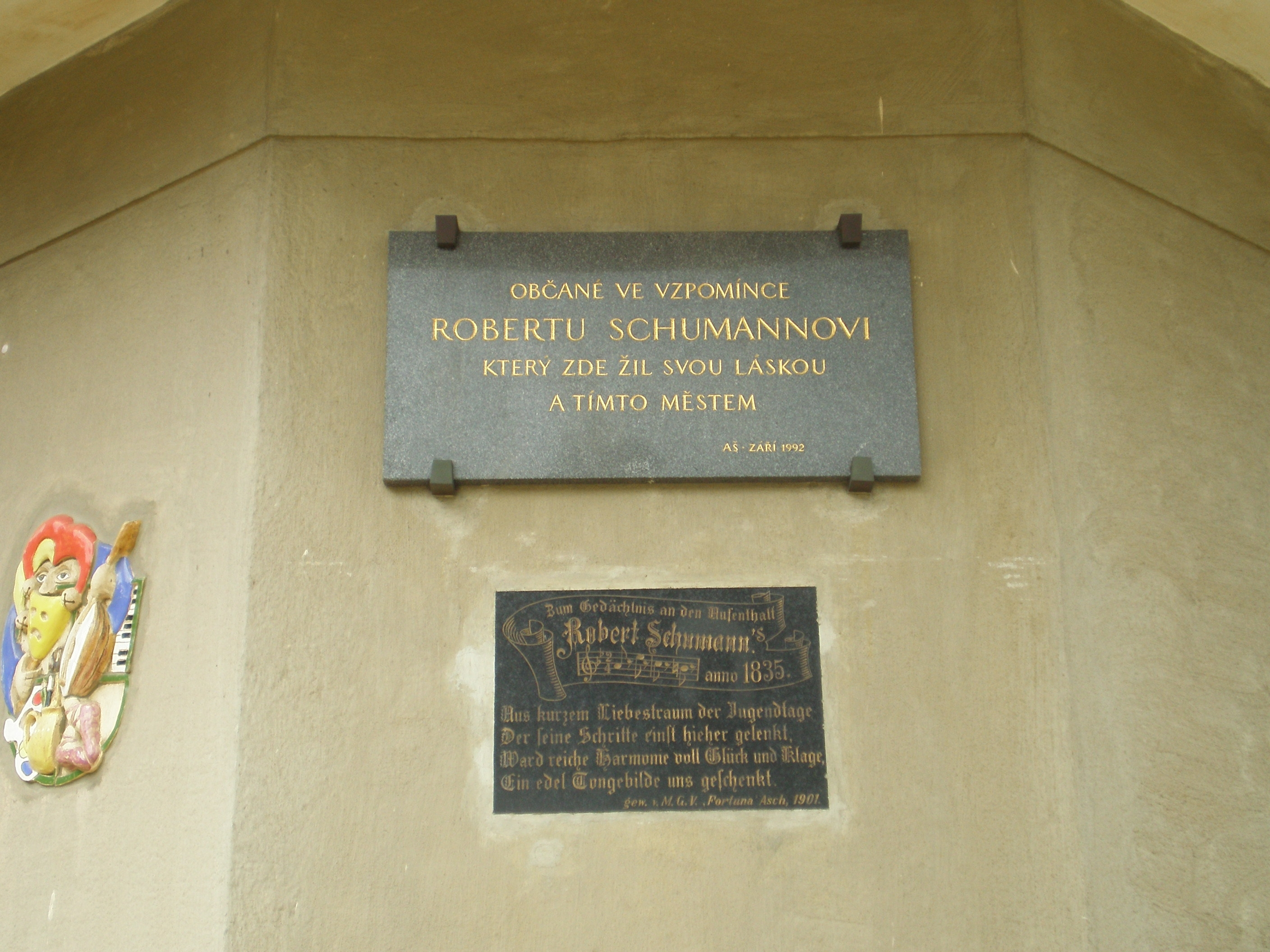
Česko-německá dvojice pamětních desek Robertu Schumannovi

Robert Schumann, slavný německý hudební skladatel navštěvoval v Aši svou přítelkyni. Oblíbil si i samotné město, na jehož počest složil skladbu. Na jeho památku byla v roce 1901 odhalena pamětní deska na místní hudební škole. Tato umělecká škola (v Šaldově ulici) dnes nese jméno Roberta Schumanna, a v roce 1992 k německé desce z roku 1901 přibyla i česká.

### Benešův památník
Památník prezidentu Edvardu Benešovi, který v roce 1915 utíkal do Německa přes státní hranice v Aši. Jedná se o žulový kvádr, s českým znakem v horní části, reliéfem obličeje Edvarda Beneše ve střední části a s deskou s nápisem "Tudy se pan prezident dr. Edvard Beneš do ciziny ubíral, aby svému lidu ku svobodě brány na bojištích světa otvíral" ve spodní části. Tento památník byl odhalen v roce 1947 na tzv. Benešově paloučku, místě, kde Beneš státní hranici přešel. Toto místo bylo upraveno, a spolu s památníkem se zde nacházel také datum vyznačený kameny v zemi. Když se místo dostalo do hraničního pásma, na památník se zapomnělo, a místo se proměnilo v džungli. Památník byl nalezen v roce 1990, a v roce 1995 znovu odhalen před budovou základní školy na Okružní ulici.
Vyznačené místo přechodu dr. Beneše s datem se rovněž dodnes zachovalo v těsné blízkosti hranice, lépe dostupné je z německé strany z příhraniční silnice.

### Německý válečný památník
Nacházejí se na něm jména padlých vojáků z prusko-rakouské války v roce 1866, a z německých válek proti Itálii v letech 1848-1849, 1859 a 1869. Tento památník, pocházející z roku 1893, byl umístěn v parku mezi ulicemi Chebská a Nádražní. Později byl přestěhován na městský hřbitov, kde stojí dodnes. Jedná se o obelisk z černého kamene stojícího na kvádrovém podstavci.

### Památník obětem 2. světové války
Tento památník stojí na městském hřbitově, a je vyroben podle předchozího německého válečného památníku. Má tedy tvar obelisku. Nejsou na něm uvedena jména jednotlivých obětí, jen nápis "Na věčnou památku všem, kteří položili své životy za naše osvobození 1938-1945".

### Památník padlým sovětským vojákům
Tento památník se nachází taktéž na městském hřbitově. Má tvar velkého kamenného kvádru, na kterém se nacházejí jména obětí. V horní střední části se nachází sovětská rudá hvězda.

### Památník osvobození americkou armádou

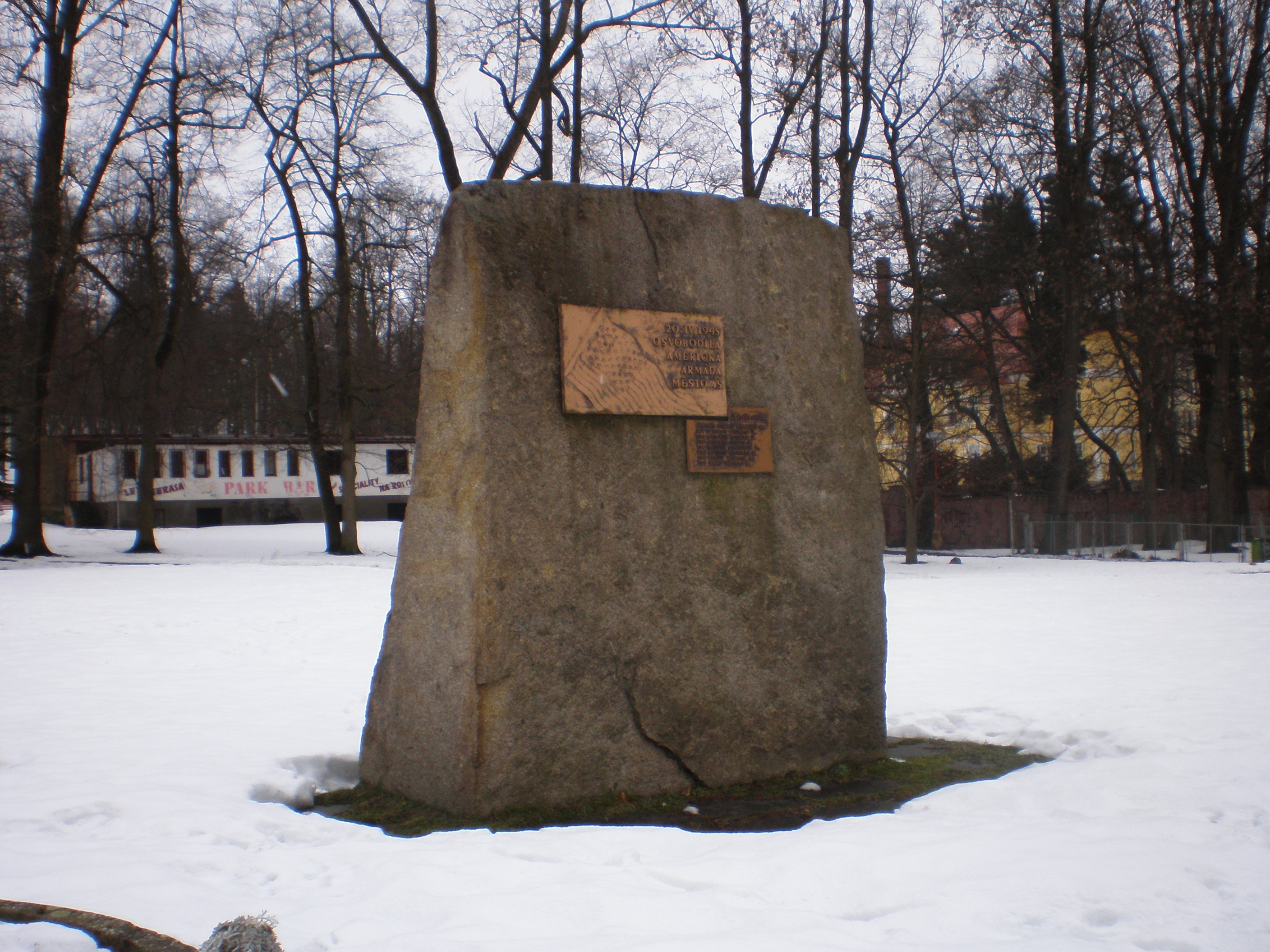
Americký památník

Američané vstoupili do města 20. dubna 1945. Na jejich památku byl odhalen památník v Sadech míru, na straně k Masarykovu náměstí. Jedná se o nepravidelnou kamennou skulpturu s kovovou deskou. Na ní je zobrazena vlající americká vlajka, nápis: "20. IV. 1945 osvobodila americká armáda město Aš" a jména amerických vojáků, kteří zemřeli při jeho osvobozování.

### Památník znovuotevření hraničního přechodu
Tento památník byl odhalen při znovuotvírání hraničního přechodu Aš-Wildenau (Selb) 1. července 1990. Stojí přímo na státní hranici v místech, kde se ještě v roce 2008 nacházely celní budovy. Jedná se o kamenný kvádr s ozdobou na vrcholu. Na české straně skulptury je vyryt citát "Hvězdný tok a vůli lidu nezastaví žádná síla na zemi". Na německé straně se nachází tentýž nápis v němčině.

### Památník evangelickému kostelu Svaté Trojice
Na místě nejstarší a nejcennější ašské památky - evangelického kostela Svaté Trojice, který vyhořel v roce 1960, byl zřízen památník. Původní obvod kostela byl zvýrazněn nízkou zídkou, a uprostřed byl postaven menší podstavec s křížem. Před ním se nachází kamenná skulptura otevřené knihy. Kostel (a nyní tento památník) se nachází na hranici Radničního a Husova náměstí, v sousedství sochy Martina Luthera.

## Zaniklé památníky

### Památník císaři Josefu II.
Tento památník, věnovaný římskoněmeckému císaři Josefu II. byl odhalen 15. července 1883 před budovou městské školy (tzv. Anger Schule) na Hlavní ulici, v prostoru dnešního parkoviště pod restaurací Střelnice. Škola byla kvůli špatnému stavu stržena v 60. letech 20. století, ale památník zmizel již dávno před tím. Údajně byl zničen v roce 1920 českými vojáky, kteří při jeho stržení zabili a zranili několik lidí. Zda byl památník zcela zničen není známo, ale již nebyl nikdy nikde instalován. Památník se skládal z vyššího podstavce, na kterém se nacházela socha stojícího císaře v životní velikosti. Na podstavci byl nápis "Josef II." Jednalo se o jednu ze čtyř soch v Aši. Podobný památník věnovaný Josefu II. se dodnes nachází v blízkých Františkových Lázních. Sokl původního památníku je uložen na pozemku ašského muzea v Mikulášské ulici.

### Schillerův památník
Slavný německý básník a přítel Goetheho, Friedrich Schiller se v roce 1905 dočkal v Aši také svého památníku. V jeho památku byla do kamene pod ašskou rozhlednou instalována pamětní deska s reliéfem jeho obličeje. Do dnešní doby se zachovala pouze kamenná deska, do které byl reliéf zasazen, samotný reliéf již zde však není. Jeho osud není znám.
Památník byl obnoven 2014 (......stihli zrenovovat nejvýznamnější památníky ve městě – na vrchu Háj pomníky Jahna a Körnera a reliéf Schillera, výzdobu památníku Gustava Geipela v Okružní ulici a sochu J.W.Goetha na nedávno zrekonstruovaném stejnojmenném náměstí  - viz info www.muas.cz)

### Památník obětem 1. světové války
Památník obětem 1. světové války byl odhalen 10. července 1927 v parku mezi ulicemi Chebská a Nádražní. Byl umístěn k památníku obětem předchozích válek. Jednalo se o 16 metrů dlouhý kamenný podstavec tvořící mírný půlkruh. Na středové desce bylo věnování obětem v němčině. Na deseti menších deskách (5 z každé strany od středové desky) bylo 760 jmen padlých. Tento památník byl po druhé světové válce rozebrán, a na jeho místě byl postaven pomník sovětským "osvoboditelům". Zda byl památník zcela zničen není známo, ale již nebyl nikdy nikde znovu instalován.

### Sovětský památník
Památník sovětským "osvoboditelům" byl po druhé světové válce odhalen v parku mezi ulicemi Chebská a Nádražní. Nahradil zde německý památník obětem 1. světové války. Byl složen z několika kamenných bloků, na kterých stála socha vojáka rudoarmějce se zbraní v ruce. Tento voják byl později zničen neznámým pachatelem, a byl v roce 1972 nahrazen jinou sochou, taktéž rudoarmějce se zbraní. Tato socha byla stržena na počátku 90. let 20. století, po pádu komunismu v Československu. Dnes je umístěna v depozitáři ašského muzea.